# Oczarowanie Merlina
Oczarowanie Merlina (ang. The Beguiling of Merlin) – obraz olejny prerafaelity Edwarda Burne-Jonesa namalowany w latach 1872-76, obecnie eksponowany w Lady Lever Art Gallery w Port Sunlight.
Obraz zamówił kolekcjoner dzieł sztuki Frederick Richards Leyland pod koniec lat 60. XIX wieku. Artysta pracował nad dziełem prawdopodobnie od 1872, w następnym roku w liście do zleceniodawcy tłumaczył się z opóźnień słabą jakością materiałów malarskich. Obraz został ukończony i opatrzony sygnaturą w 1874, jednak był nadal modyfikowany i wystawiono go po raz pierwszy dopiero w 1877 w londyńskiej Grosvenor Gallery. W 1918 płótno zakupił lord Leverhulme i od tego czasu znajduje się w zbiorach Lady Lever Art Gallery.

## Opis obrazu
Edward Burne-Jones wykorzystał motyw znany z legend arturiańskich o Merlinie i czarodziejce Nimue, znanej też jako Viviane, Elaine, Niniane, Nivian, Nyneve, Evienne lub Pani Jeziora. Artysta oparł się prawdopodobnie o tekst romansu Thomasa Malory`ego Śmierć Artura z 1484 roku będącego kompilacją średniowiecznej literatury arturiańskiej. Potężny czarnoksiężnik Merlin zakochał się w pięknej wróżce Nimue. Dziewczyna bezwzględnie wykorzystała Merlina do przejęcia tajemnic magii i uwięziła go feerycznym więzieniu. Artysta ukazał zwiewną postać kobiety podczas czytania zaklęć, jej głowę owijają węże symbolizujące zdradę i podstęp. Bezwładny Merlin został uwięziony w gałęziach kwitnącego głogu. Dzieło Burne-Jonesa jest jednym z najlepszych przykładów dekoracyjnego stylu z jego dojrzałego okresu twórczości.

## Odbiór i interpretacje
Oczarowanie Merlina wystawione w Grosvenor Gallery obok siedmiu innych prac zostało ciepło przyjęte przez krytykę, jego wielbicielem był między innymi pisarz Oscar Wilde, który uznał, że jest pełne magii. Obraz odbierany jako alegoria miłości, zauroczenia, uwięzienia i zdrady był w rzeczywistości aluzją do osobistych przeżyć twórcy. Burne-Jones uwikłał się w romans z pozującą do postaci Nimue artystką greckiego pochodzenia Marią Zambaco. Związek trwał od 1866 do 1872 i spowodował skandal, ostatecznie został przerwany przez Marię, która zagroziła, że popełni samobójstwo.